# Les Anses-d'Arlet

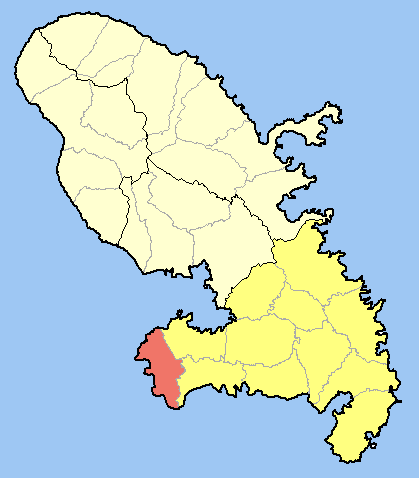
Situació de Les Anses-d'Arlet

Les Anses-d'Arlet és un municipi francès, situat a la regió de Martinica. El 2009 tenia 3.789 habitants.

## Geografia
Aquesta ciutat s'estén per 3 principals badies de la costa sud del Carib de Martinica:
- Grande Anse, al nord
- Les Anses d'Arlet, al centre (la ciutat)
- Petite Anse, al sud

Prop de la Grande Anse, són dues petites cales, accessibles per carretera a Trois Îlets:
- Anse Dufour
- Anse Noire (famosos penya-segats i una plataforma natural de 15 metres anomenat "Punt I")

## Administració
| Període   | Identitat            | Partit |
| --------- | -------------------- | ------ |
| 1988-2001 | Louis-Pierre Charles |        |
| 2001-     | Eugéne Larcher       | RDM    |

## Curiositats
L'església Saint-Henri de Les Anses-d'Arlet, a la vora de la platja, és una de les construccions més conegudes de l'illa, en gran manera per la seva ubicació vora al moll. En 2007 va ser molt afectada per l'huracà Dean, i en l'actualitat es troba en reconstrucció.